# Wilhelminaplein (Eindhoven)
Het Wilhelminaplein is een uitgaansgebied in het centrum van Eindhoven aan de Willemstraat. Het plein ligt ietwat afgelegen van andere uitgaansgebieden van de stad waaronder het Stratumseind, en van het kernwinkelgebied. Het plein is vernoemd naar Koningin Wilhelmina (1880–1962) en aangelegd ter gelegenheid van haar bezoek samen met Prins Hendrik aan Eindhoven op 20 augustus 1904. Het plein wordt met het centrum van de stad verbonden door de Willemstraat. Deze weg werd in 1885 aangelegd.
Op het Wilhelminaplein zijn vooral bruine kroegen (vaak met liveoptredens) en terrassen te vinden. In de zomer worden geregeld buitenoptredens georganiseerd. Een van de bekendste kroegen van het plein is jazz- en bluescafé 'Wilhelmina'. Wilhelmina heeft een directe verbinding met café 'Prins Hendrik'. Boven deze cafés zit restaurant 'Oranje Boven'. Aan de namen van het het plein, de cafés en restaurants duidelijk te merken dat het in de 'Oranjebuurt' van Eindhoven ligt. Bijvoorbeeld hotel-restaurant 'Benno' (bijnaam van Prins Bernhard) en restaurant 'Auberge Nassau' verwijzen met hun naam naar het koningshuis. De meeste cafés rond het plein hebben ook de gelegenheid om op het terras een lunch of diner te nuttigen. 
De bebouwing rondom het rechthoekige plein bestaat uit overwegend twee- en enkele drielaags middenstandswoningen die nog grotendeels dateren uit de periode 1900-1920. De oudste panden aan het plein zijn van 1905/1906. 11 panden aan het plein staan op de gemeentelijke Monumentenlijst 2004: Wilhelminaplein 6, 7, 9 (horeca), 10, 11, 15 (woonhuizen in onderzoek) 14, 14A, 18, 19 en 25 (woonhuizen).
Op het plein staat het bronzen beeld 'Gekooide vrijheid' van de Oirschotse kunstenaar Hans van Eerd (1941). Het beeld is gemaakt in opdracht van de gemeente Eindhoven naar aanleiding van 25-jarig jubileum van de afdeling Eindhoven van Amnesty International. Het werd op 12 december 1987 onthuld door locoburgemeester Peter van den Baar.
18 Septemberplein ·
Berenkuil ·
Boschdijk ·
Demer ·
Dommelstraat ·
Emmasingel ·
John F. Kennedylaan ·
Keizersgracht ·
Markt ·
Mathildelaan ·
Oude Stadsgracht ·
Stationsplein ·
Stratumsedijk ·
Stratumseind ·
Vestdijk ·
Wal ·
Wilhelminaplein